# Gudrun Chemnitz
Gudrun Chemnitz (* 11. August 1928 in Alluitsoq; † Juli 2004) war eine grönländische Frauenrechtlerin, Lehrerin, Radiojournalistin, Redakteurin und Übersetzerin.

## Leben
Gudrun Chemnitz war die Tochter des Pastors Karl Johan Pavia Chemnitz (1884–1965) und dessen Ehefrau Margrethe Kristine Rosa Julie geb. Høegh (1897–1978). Über ihren Vater war sie eine Enkelin von Jens Chemnitz und eine Nichte von Jørgen Chemnitz und über ihre Mutter eine Nichte von John Høegh, Pavia Høegh und Frederik Høegh. Ihr Bruder war Aage Chemnitz (1927–2006).
Sie wuchs in Alluitsoq, Nanortalik und Dänemark auf. Ihrem Vater war gute Bildung wichtig und so besuchte sie ab 1944 die Mädchenefterskole in Aasiaat, die sie 1946 abschloss. Auf Empfehlung des Schulleiters Mikael Gam ging sie anschließend nach Dänemark auf die Stevns Højskole. Anschließend besuchte sie das Th. Langs Seminarium in Silkeborg, das sie 1951 abschloss. Nachdem sie noch einen Sommerkurs an der Snoghøj Gymnastikhøjskole in Fredericia gemacht hatte, kehrte sie nach Grönland zurück, wo sie 1951 in Nanortalik als Lehrerin angestellt wurde. 1952 wechselte sie nach Aasiaat. Dort wohnte sie zusammen mit ihrem Cousin Jørgen Chemnitz (1923–2001), den sie im Jahr darauf am 5. September 1953 heiratete. Aus der Ehe gingen zehn Kinder hervor: Lise (* 1954), Marie Kathrine (* 1955), Nina (* 1956), Karl (* 1957), Jørgen (* 1957), Ellen (* 1959), Poul (* 1961), Knud (* 1962), Kirsten (* 1964) und Per (* 1966). Das Paar zog nach Nuuk und Gudrun lehrte bis 1975 an der Übungsschule von Grønlands Seminarium und an der Folkeskole Ukaliusaq.
Über ihre Schwiegermutter Kathrine Chemnitz kam sie mit der Frauenbewegung in Kontakt und schließlich wurde sie 1965 als deren Nachfolgerin zur Vorsitzenden von Kalaallit Nunaanni Arnat Peqatigiit Kattuffiat (APK), dem grönländischen Frauenverband, gewählt. Der Verband verstärkte unter Gudrun Chemnitz seine Aktivitäten, wodurch beispielsweise 1973 das Abtreibungsgesetz beschlossen wurde, das Frauen die Abtreibung erlaubte. Sie kämpfte für die Gründung einer Frauenhochschule, die Grönländerinnen vor allem in traditionellem Handwerk ausbilden wollte. 1968 genehmigte Grønlands Landsråd die Errichtung einer Frauenhochschule, sofern der Frauenverband sechs Prozent der Kosten übernähme. 1976 trat sie als Vorsitzende zurück. Erst im Jahr danach konnte die Arnat Ilinniarfiat als Zweig der Knud Rasmussenip Højskolia eröffnet werden. Gudrun betätigte sich anschließend bis 1995 als Handwerksberaterin des Frauenverbands.
Gudrun Chemnitz war ab 1967 Mitglied der Gemeinschaftsrepräsentation in Nuuk, davon von 1971 bis 1975 und von 1979 bis 1995 als Vorsitzende. Sie kämpfte auch lange für die Errichtung einer Kirche im Stadtteil Nuussuaq. Sie war ab 1958 auch als Radiojournalistin aktiv, als die sie Sendungen wie die Morgenandacht, die Morgengymnastik, die Kinderstunde, das Schulradio oder verschiedene Sendungen zu Frauenthemen moderierte. Sie betätigte sich auch schreibend, indem sie Bücher ins Grönländische übersetzte, das Weihnachtsmagazin Juullisiutit herausgab, Redakteurin mehrerer Bücher zu Handwerksthemen war oder 1988 die Jubiläumsschrift der Frauenhochschule verfasste. Von 1971 bis 1986 war sie Laienrichterin an Grønlands Landsret.
Sie erhielt 1982 die Ehrenplakette der Dänemarkgemeinschaft und im selben Jahr das Hausfrauenstipendium von Tørsleff & Co., 1975 die Kongelige Belønningsmedalje in Gold, 1991 den Grönländischen Kulturpreis und am 21. Juni 2001 den Nersornaat in Silber. Sie starb 2004 im Alter von 75 Jahren.